# Cerylon atratulum
Cerylon atratulum is een keversoort uit de familie dwerghoutkevers (Cerylonidae). De wetenschappelijke naam van de soort werd in 1875 gepubliceerd door Edmund Reitter.